# USS Yarborough (DD-314)
USS Yarborough (DD-314) là một tàu khu trục lớp Clemson được Hải quân Hoa Kỳ chế tạo vào cuối Chiến tranh Thế giới thứ nhất. Nó là chiếc tàu chiến duy nhất của Hải quân Hoa Kỳ được đặt theo tên Đại úy Thủy quân Lục chiến George Hampton Yarborough, Jr. (1895-1918), người tử trận trong Thế Chiến I trong trận Belleau Wood. Yarborough ngừng hoạt động năm 1930 và bị tháo dỡ năm 1932 nhằm tuân thủ quy định hạn chế vũ trang của Hiệp ước Hải quân London

## Thiết kế và chế tạo
Yarborough được đặt lườn vào ngày 27 tháng 2 năm 1919 tại xưởng tàu Union Iron Works của hãng Bethlehem Shipbuilding Corporation ở San Francisco, California. Nó được hạ thủy vào ngày 20 tháng 6 năm 1919, được đỡ đầu bởi cô Kate Burch, vị hôn thê của Đại úy Yarborough, được mang ký hiệu lườn DD-314 từ ngày 17 tháng 7 năm 1920; và được đưa ra hoạt động tại Xưởng hải quân Mare Island, Vallejo, California vào ngày 31 tháng 12 năm 1920 dưới quyền chỉ huy của Hạm trưởng, Thiếu tá Hải quân Charles E. Rosendahl, người sau này hoạt động nổi bật trong lĩnh vực khí cầu.

## Lịch sử hoạt động
Sau khi nhập biên chế, Yarborough được trang bị tại Mare Island cho đến cuối tháng 1 năm 1921, và đã rời xưởng tàu vào ngày 25 tháng 1 để hướng đến Port Richmond, California, nơi nó được tiếp nhiên liệu. Sau khi chạy thử máy trong vịnh San Francisco, vịnh Monterey và vịnh San Pedro, chiếc tàu khu trục mới neo đậu tại cảng San Diego, California, vào ngày 2 tháng 2. Ngoại trừ một chuyến đi đến San Pedro cùng các nhóm tự do, con tàu tiếp tục ở lại cảng cho đến giữa tháng 4.
Một sự kiện đáng ghi nhận trong khoảng thời gian hầu như ở trong cảng vào năm 1921. Yarborough đón lên tàu các phân đội Thủy quân Lục chiến từ các tàu tuần dương Charleston (CA-19) và Salem (CL-3), cả hai đơn vị đều dưới quyền chỉ huy của Đại úy J. K. Martensteen, để chuyên chở họ đến đảo Santa Catalina vào ngày 18 tháng 4. Lên đường từ San Diego lúc 06 giờ 15 phút, nó đi đến Isthmus Cove thuộc đảo Santa Catalina lúc 11 giờ 45 phút và thả neo lúc 12 giờ 05 phút. Sau khi cho đổ bộ binh lính Thủy quân Lục chiến, nó lại lên đường, đón lên tàu một hành khách đặc biệt, Đại tá Hải quân Franck T. Evans, Tham mưu trưởng Lực lượng Khu trục trực thuộc Hạm đội Thái Bình Dương, và là con của vị Đô đốc nổi tiếng Robley D. Evans, trước khi tiếp tục hành trình. Không may, Yarborough va chạm với một phao tiêu ở luồng ra vào cảng San Pedro, một sự kiện gây bối rối đối với một hành khách cấp cao. May mắn là con tàu chỉ bị hư hại nhẹ cho một cánh chân vịt, và không có biện pháp trừng phạt nào được đưa ra.
Yarborough tiếp tục neo đậu tại bến tàu Santa Fe ở San Diego cho đến ngày 30 tháng 6, khi nó lên đường đi Xưởng hải quân Mare Island. Sau một giai đoạn trong ụ tàu, nó chạy thử máy ngoài khơi bờ biển Nam California, nơi sóng biển tràn qua sàn trước lúc biển động mạnh đã gây hư hại nhẹ cho cầu tàu vào ngày 11 tháng 7. Viếng thăm San Francisco một thời gian ngắn, chiếc tàu khu trục quay trở về San Diego vào ngày 13 tháng 7, nơi nó ở lại cho đến giữa tháng 10. Sau đó nó thực hành tác xạ và chiến thuật cùng tàu chị em Wood (DD-317) vào cuối tháng 10 sau khi nhận lên tàu một số lớn nhân sự từ chiếc Jacob Jones (DD-130).
Yarborough trải qua phần lớn thời gian của năm 1922 hoạt động từ San Diego, ghé thăm các cảng tại khu vực Tây Bắc Thái Bình Dương như Port Angeles và Seattle, Washington, cũng như các cảng dọc bờ biển California quen thuộc như San Diego và San Pedro. Thỉnh thoảng nó hoạt động cùng lực lượng thiết giáp hạm, tiến hành thực tập bảo vệ chống tàu ngầm, thực hành ngư lôi và tác xạ. Tuy nhiên, trong năm tiếp theo, nó bắt đầu thực hiện các chuyến đi ra khỏi vùng bờ Tây thường lệ. Sau các cuộc cơ động ngoài khơi San Pedro cùng Hạm đội Chiến trận, nó khởi hành từ cảng này vào ngày 6 tháng 2 năm 1923 để hướng đến vịnh Magdalena, Mexico. Đến nơi vào ngày 9 tháng 2 cùng các hải đội khu trục 11 và 12 cùng tàu tiếp liệu khu trục Melville (AD-2), nó lại lên đường hai ngày sau đó hướng đến Panama.
Trong những ngày tiếp theo của tháng 2, Yarborough tham gia cuộc tập trận quy mô lớn đầu tiên của Hạm đội Hoa Kỳ: Vấn đề Hạm đội I. Được tổ chức ngoài khơi bờ biển Panama, cuộc tập trận sắp xếp một cuộc đối đầu giữa Hạm đội Chiến trận với Hạm đội Tuần tiễu được tăng cường. Yarborough đã hộ tống những thiết giáp hạm dreadnought của Hạm đội Chiến trận, thường phục vụ như một tàu canh gác trong đội hình bảo vệ phòng thủ phía trước các đơn vị chủ lực. Cuộc thực tập kéo dài cho đến tháng 3, và trong quá trình tập trận, Bộ trưởng Hải quân Edwin C. Denby, bên trên chiếc Henderson (AP-1), đã duyệt qua các lực lượng tập họp vào ngày 14 tháng 3.
Sau các cuộc thực tập khác, Yarborough rời khu vực Panama vào ngày 31 tháng 3 trong thành phần hộ tống choc ác thiết giáp hạm hướng lên phía Bắc, về đến San Diego vào ngày 11 tháng 4. Trong thời gian còn lại của năm, nó tiếp tục các hoạt động thường lệ tại khu vực lân cận San Diego, San Francisco hay San Pedro, xen kẻ với những giai đoạn bảo trì tại Mare Island hay San Diego.
Vào ngày 2 tháng 1 năm 1924, Yarborough lên đường đi Panama cho một loạt các cuộc tập trận hạm đội: Vấn đề Hạm đội II, III và IV được tiến hành nối tiếp nhau. Vấn đề Hạm đội II mô phỏng giai đoạn đầu của một cuộc chuyển quân vượt Thái Bình Dương về phía Tây; trong khi Vấn đề III trắc nghiệm khả năng phòng thủ vùng biển Caribe và các phương tiện băng qua kênh đào Panama, và Vấn đề IV mô phỏng sự di chuyển từ một căn cứ chính tại Tây Thái Bình Dương đến các đảo chính quốc Nhật Bản, được đại diện bởi các đảo, thành phố và quốc gia chung quanh vùng biển Caribe.
Vai trò của Yarborough trong các cuộc cơ động này cũng tương tự như nó từng đảm nhiệm trước đây, nhưng với một ngoại lệ. Trong một giai đoạn của cuộc tập trận, nó hoạt động cùng với Langley (CV-1), tàu sân bay đầu tiên của Hải quân Hoa Kỳ. Nó hộ tống cho Langley trong ngày 25 tháng 1, chứng kiến cuộc không kích của máy bay thuộc hạm đội "đen" nhắm vào tàu "đối phương". Chiếc tàu khu trục cũng thực hiện những nhiệm vụ mà nó được thiết kế: tấn công bằng ngư lôi và cơ động hộ tống, phối hợp với các thiết giáp hạm. Nó cùng các tàu chị em tham gia tập trận khẩn trương cho đến cuối tháng 2, rồi thực hiện một cuộc viếng thăm ngắn đến New Orleans, Louisiana, lần viếng thăm duy nhất của nó đến cảng này, từ ngày 1 đến ngày 11 tháng 3.
Sau các cuộc thực tập khác ngoài khơi Puerto Rico, Yarborough quay trở về cảng nhà, băng qua kênh đào Panama vào ngày 8 tháng 4 và về Đến San Diego vào ngày 22 tháng 4. Trong thời gian còn lại của năm, nó hoạt động tại khu vực phụ cận cảng nhà. Hạm đội Tuần tiễu một lần nữa đối đầu với Hạm đội Chiến trận vào tháng 3 năm 1925 trong Vấn đề Hạm đội V ngoài khơi bờ biển Baja California. Sau một loạt các cuộc thực tập nhằm huấn luyện hạm đội trong việc phòng thủ bảo vệ, tấn công chiếc đóng khu vực thả neo không được phòng thủ vững chắc, tiếp nhiên liệu ngoài biển và tiến hành các cuộc tấn công bằng tàu ngầm, hạm đội lên đường hướng sang phía Tây.
Yarborough rời San Francisco vào ngày 15 tháng 4 trong khuôn khổ hoạt động này. Nó tháp tùng Hạm đội Hoa Kỳ để tham gia cuộc tập trận phối hợp Lục-Hải quân Số 3, và đi đến quần đảo Hawaii. Hộ tống cho Đội Thiết giáp hạm 5 như một đơn vị của Đội khu trục 34, nó đi qua vịnh Mamala, Oahu, và đi đến Trân Châu Cảng vào ngày 28 tháng 4. Khi hạm đội tập trung tại Lahaina Roads, Maui, Yarborough đã phục vụ một lượt ngắn trong vai trò tàu bảo vệ, tuần tra lối ra vào nơi neo đậu hạm đội. Trong các cuộc cơ động diễn ra sau đó ngoài khơi Lahaina, Yarborough và các tàu cùng đi hình thành nên "Đội tuần dương 1" cho phần còn lại của cuộc tập trận, đóng tròn vai trò này từ ngày 19 đến ngày 29 tháng 5 trước khi quay trở về Trân Châu Cảng để bảo trì.
Sau khi viếng thăm Hilo, Yarborough rời Trân Châu Cảng vào ngày 1 tháng 7, hướng đến Nam Thái Bình Dương trong khuôn khổ chuyến viếng thăm của hạm đội đến Australia. Nó đã viếng thăm Pago Pago, Samoa trong các ngày 10-11 tháng 7; Melbourne, Australia từ ngày 23 đến ngày 30 tháng 7; Lyttelton, New Zealand từ ngày 11 đến ngày 21 tháng 8; và Wellington, New Zealand từ ngày 22 đến ngày 24 tháng 8. Quay trở về ngang qua Pago Pago, chiếc tàu khu trục và các tàu cùng đi được khẩn cấp điều động vào ngày 7 tháng 9 cho một cuộc tìm kiếm chiếc PN-9 Số 1, một thủy phi cơ đang thực hiện chuyến bay từ vùng bờ Tây đến Hawaii. Đội khu trục 34 đã di chuyển trong đội hình tuần tra ở khoảng cách cự ly 8 hải lý (15 km), và tìm kiếm trong ba ngày tiếp theo trước khi có được tin tức rằng đã tìm thấy PN-9 Số 1 bị hỏng động cơ. Đội bay đã tháo cánh máy bay, sử dụng vải để làm một cánh buồm đưa họ đến gần Oahu.
Yarborough cuối cùng quay trở về San Diego ngang qua Trân Châu Cảng vào ngày 19 tháng 9, và ở lại vùng cảng nhà trong thời gian còn lại của năm 1925. Sang đầu năm sau, nó tham gia cuộc tập trận Vấn đề Hạm đội VI ngoài khơi bờ biển phía Tây Trung Mỹ, hoạt động cùng Hạm đội Chiến trận chống lại lực lượng "đối phương" là Hạm đội Tuần tiễu và Lực lượng Kiểm soát. Nó sau đó ghé qua Port Aberdeen, Port Angeles, Washington và Xưởng hải quân Puget Sound trước khi quay về San Diego.
1927 tỏ ra là một năm bận rộn đối với Yarborough, khi nó khởi hành từ San Diego vào ngày 17 tháng 2, băng qua kênh đào Panama vào ngày 5 tháng 3 để hướng sang Đại Tây Dương. Tuy nhiên, việc mất tích của chiếc tàu hơi nước Đức Albatross khiến cho kế hoạch bị đảo lộn, khi con tàu đi ngược trở lại kênh đào Panama bốn ngày sau đó, 9 tháng 3, hướng đến khu vực quần đảo Galápagos cùng với phần còn lại của Đội khu trục 34. Tạo thành một đội hình tuần tiễu, các tàu khu trục rà soát khắp mặt biển tìm kiếm những người sống sót của Albatross, hoạt động bên cạnh Sloat (DD-316) và Shirk (DD-318) nhưng không tìm được gì. Cuộc tìm kiếm bị hủy bỏ vào ngày 13 tháng 3, và các tàu khu trục vượt qua kênh đào để gia nhập trở lại hạm đội. Tham gia cuộc tập trận Vấn đề Hạm đội VII vào cuối tháng đó, nó hoạt động ngoài khơi Gonaïves, Haiti; rồi viếng thăm đảo Staten và New York vào cuối tháng 5 và đầu tháng 6. Đang khi ở lại khu vực New York, chiếc tàu khu trục tham gia cuộc Duyệt binh Tổng thống, khi Tổng thống Calvin Coolidge duyệt qua hạm đội trên cầu tàu của chiếc du thuyền Mayflower của ông vào ngày 4 tháng 6.
Yarborough sau đó hướng đi Panama, đi đến Colon vào ngày 9 tháng 6 trước khi chuyển sang Puerto Cabezas, Nicaragua không lâu sau đó do xảy ra tình trạng bất ổn tại đây. Nó tham gia cùng Denver (PG-28) và Robert Smith (DD-324) để bảo vệ quyền lợi của Hoa Kỳ tại cảng này, rồi quay trở lại Colon, băng qua kênh đào Panama và vào ụ tàu để sửa chữa tại Balboa. Nó quay trở lại Puerto Cabezas vào ngày 9 tháng 7, gặp gỡ Tulsa (PG-22) và Shirk trong cảng. Nó tiếp tục ở lại Puerto Cabezas cho đến đầu tháng 8, thực tập đội đổ bộ của nó sẵn sàng bố trí trong trường hợp khẩn cấp. Nó khởi hành đi Panama vào ngày 5 tháng 8, băng qua kênh đào vào ngày 7 tháng 8 và đi đến San Diego vào ngày 23 tháng 8. Trong thời gian còn lại của năm 1927, nó thực hành ngoài khơi San Diego và đảo San Clemente.
Trong mùa Xuân tiếp theo, Yarborough lại hoạt động tại vùng biển Hawaii, tham gia cuộc tập trận Vấn đề Hạm đội VIII được tổ chức tại khu vực giữa San Francisco và Honolulu. Quay trở lại vùng bở Tây sau khi kết thúc đợt cơ động, nó tiếp nối các hoạt động thường lệ thực tập chiến thuật và tác xạ ngoài khơi Port Angeles, San Diego và San Pedro. Nó tham gia cuộc cơ động quy mô lớn cuối cùng vào tháng 1 năm 1929, hoạt động giữa San Diego và phía Tây của kênh đào Panama trong cuộc tập trận Vấn đề Hạm đội IX. Đây là lần đầu tiên mà chiếc tàu sân bay mới Lexington (CV-2) được đưa ra tham gia một cuộc diễn tập hạm đội, nơi Hạm đội Chiến trận không có các tàu ngầm đối đầu với một lực lượng hỗn hợp bao gồm Hạm đội Tuần tiễu có tăng cường thêm Lexington, Lực lượng Kiểm soát, Hải đội Huấn luyện 1 và các đơn vị phòng thủ của Quân khu Hải quân 15 và Lục quân tại chỗ. Tình huống mô phỏng hậu quả của một cuộc tấn công vào kênh đào Panama và tiến hành các hoạt động cần thiết trong hoàn cảnh như thế. Giống như trước đây, vai trò của Yarborough là cùng Hạm đội Chiến trận, hộ tống các thiết giáp hạm dreadnought trong hàng chiến trận.
Sau một thời gian luân phiên ở trong cảng với các hoạt động tại chỗ, Yarborough neo đậu tại Căn cứ Khu trục San Diego vào mùa Thu năm đó và chuẩn bị ngừng hoạt động. Cùng lúc đó, nó tham gia vào việc tái hoạt hoá những con tàu ađng trong thành phần dự bị trong vài năm gần đây, trong số đó có Upshur (DD-144) và Tarbell (DD-142). Yarborough được cho xuất biên chế vào ngày 29 tháng 5 năm 1930; tên nó được cho rút khỏi danh sách Đăng bạ Hải quân vào ngày 3 tháng 11 năm 1930. Nó được tháo dỡ vào ngày 20 tháng 12 cùng năm, và những gì còn lại được đem bán sắt vụn vào ngày 25 tháng 2 năm 1932.